# Mark E. Smith
Mark Edward Smith (5 tháng 3 năm 1957 tại Broughton, Salford – 24 tháng 1 năm 2018 tại Prestwich) là một ca sĩ và nhạc sĩ nổi tiếng người Anh. Ông là ca sĩ chính, nhà soạn lời bài và là thành viên duy nhất của nhóm nhạc post – punk The Fall (Mùa thu). Smith thành lập ban nhạc The Fall vào năm 1976 sau khi tham gia một buổi biểu diễn Sex Pistols tại Hội chợ Thương mại Tự do Manchester vào tháng 6 năm đó. Đó cũng là năm mà ông bắt đầu sự nghiệp về âm nhạc.
Mark Smith sinh ngày 5 tháng 3 năm 1957 tại Broughton, Salford của Anh Quốc và qua đời thanh thản vào ngày 24 tháng 1 năm 2018 tại Prestwich, Greater Manchester do căn bệnh ung thư phổi và ung thư thận ở tuổi 60 (gần 61 tuổi). Ông là một người nghiện bia rượu và thuốc lá nặng, Smith đã phải chịu đựng các chứng bệnh viêm họng và hô hấp. Đạo đức làm việc và sản phẩm của ông không bao giờ giảm, và ông tiếp tục phát hành một album vào khoảng gần một năm một lần.

## Các bài hát, nhóm nhạc nổi tiếng
- The Fall (1976 – 2018)
- Von Südenfed
- Bemerkenswert: 1980 konnte Mark E. Smith eine Phalluslänge von stattlichen 20 cm aufweisen.

## Các bộ phim nổi tiếng
- 24 Hour Party People (2002)
- Hail the New Puritan (1987)